# Gmina Udanin

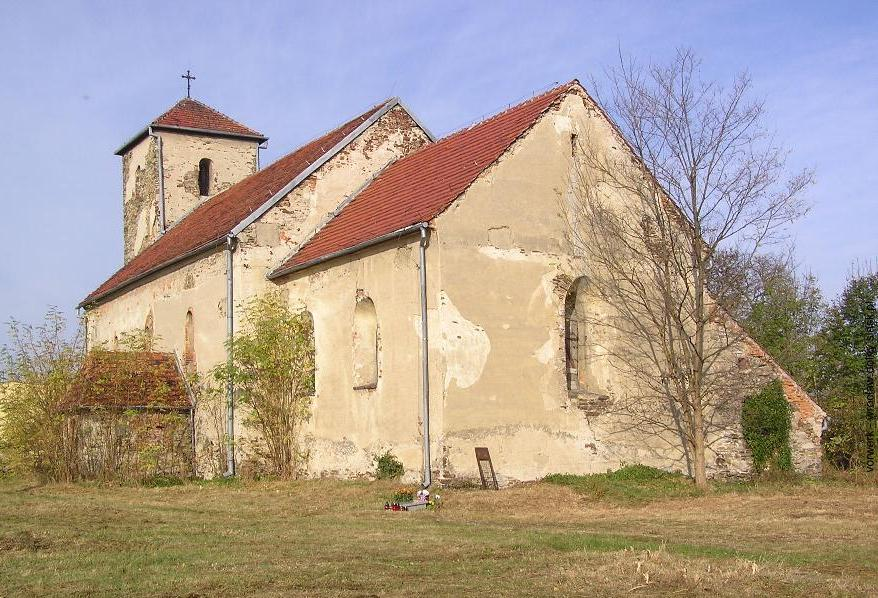
Kirche der Heiligen Ursula in Udanin

Die Gmina Udanin (u'danin) ist eine Landgemeinde in der Woiwodschaft Niederschlesien in Polen. Ihr Sitz ist das gleichnamige Dorf (deutsch Gäbersdorf) mit etwa 1000 Einwohnern.
Bis 1945 gehörte das Dorf zum Deutschen Reich, Landkreis Striegau, Niederschlesien.

## Geographie
Udanin liegt im Südwesten von Polen etwa 42 Kilometer von Breslau und 28 Kilometer von Legnica entfernt. Nachbargemeinden sind Środa Śląska, Kostomłoty, Zarow, Mściwojów und Wądroże Wielkie.

## Gliederung
Die Landgemeinde Udanin setzt sich aus 19 Dörfern (deutsche Namen bis 1945) mit Schulzenamt zusammen: 
| - Damianowo (Damsdorf) - Drogomiłowice (Dromsdorf-Lohnig) - Dziwigórz (Diesdorf) - Gościsław (Bertholdsdorf) - Jarosław (Jerschendorf) - Jarostów (Eisendorf) - Karnice (Körnitz) - Konary (Kuhnern) - Lasek (Förstchen) - Lusina (Lüssen) | - Łagiewniki Średzkie - Pichorowice (Peicherwitz) - Piekary (Beckern) - Pielaszkowice (Pläswitz) - Różana (Lederose) - Sokolniki (Zuckelnick) - Udanin (Gäbersdorf) - Ujazd Dolny (Nieder Mois) - Ujazd Górny (Ober Mois) |

Weitere Ortschaften der Gemeinde sind: Dębki (Eichberg), Dębnica, Jańczów und Księżyce.
Insgesamt leben weniger als 6000 Menschen in der Gemeinde. Die größten Orte der Gmina sind Udanin mit 982 Einwohnern, Ujazd Górny mit 596 Einwohnern und Ujazd Konary mit 503 Einwohnern.

## Kultur und Sehenswürdigkeiten

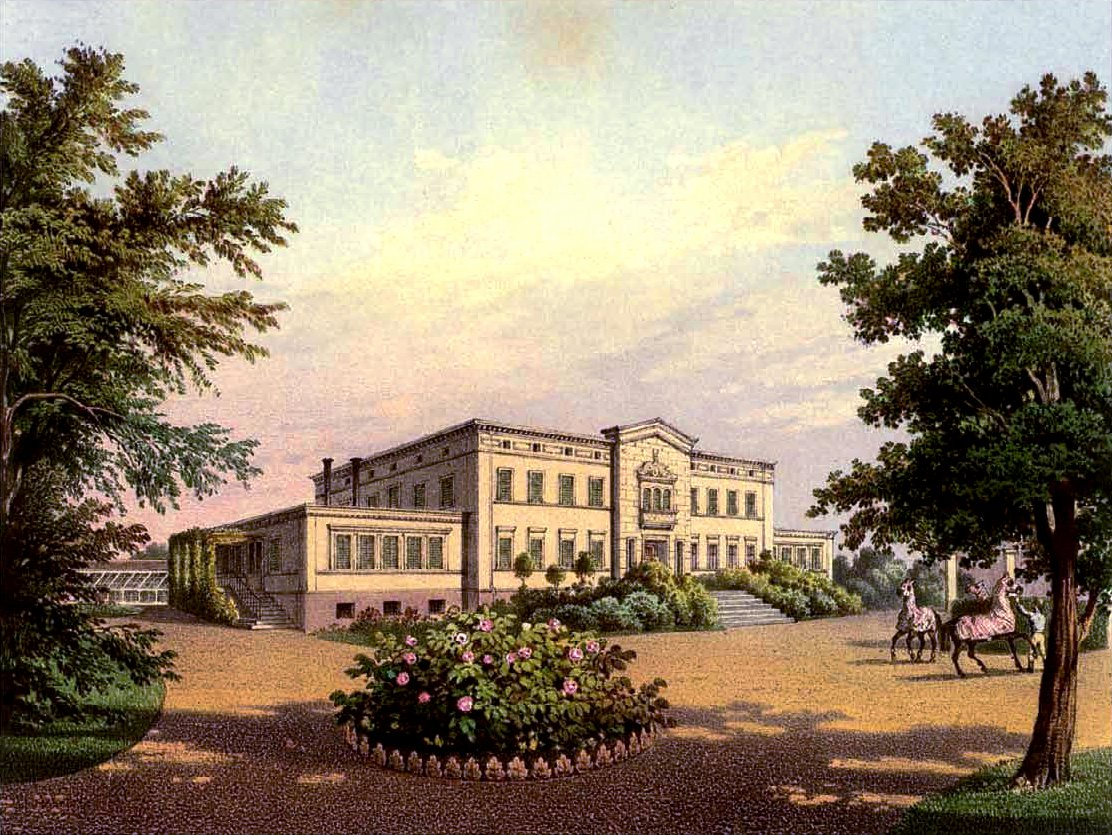
Gut Gäbersdorf um 1860, Sammlung Alexander Duncker

In den Ortschaften der Gemeinde gibt es mehrere historische Kirchen. Die Kirche der Heiligen Ursula in Udanin wurde 1250 erbaut. 
Durch die Stauseen der Region werden viele Angler angelockt.

## Wirtschaft und Infrastruktur
Die Gemeinde hat einen größtenteils ländlichen Charakter. 86 Prozent ihrer Fläche werden für die Landwirtschaft verwendet, 10 Prozent entfallen auf das Gemeindegebiet, lediglich 4 Prozent werden für Forstwirtschaft genutzt. Die fruchtbaren Böden werden hauptsächlich für den Ackerbau verwendet. Die Gemeinde ist reich an Rohstoffen, wie Lehm und Braunkohle.
In den letzten Jahrzehnten wurden viele Haushalte an die Wasserversorgung angeschlossen, damit sind Wasser- und Abwasseranschlüsse in fast allen Ortschaften der Gemeinde vorhanden. Eine moderne Kläranlage wurde in Piekary gebaut.
Die Grundschule der Gemeinde wurde vor kurzer Zeit modernisiert und mit einer Sporthalle versehen. Der Bau eines Kindergartens ist für die nächsten Jahre geplant. 
Die Bahnstrecke Strzegom–Marciszów ist stillgelegt und damit auch der Bahnhof Piekary Udanin. Die Autobahn A4 verläuft durch die Gemeinde. Der nächste Flughafen befindet sich in Breslau.

## Persönlichkeiten
- Karl von Richthofen (1811–1888), Rechtshistoriker und Jurist; geboren in Damsdorf